# Liste der Fluggesellschaften in Samoa
Dieser Artikel listet die samoanischen Fluggesellschaften.

## Erklärungen
- P: „normale“ Passagierfluggesellschaft mit Linienflügen
- B: Billigfluggesellschaft
- T: Transportfluggesellschaft
- C: Charterflüge
- A: Ambulance-Flüge
- I: ausschließlich Inlandsflüge

| Fluggesellschaft                    | IATA | ICAO | Rufzeichen | Bemerkungen |
| ----------------------------------- | ---- | ---- | ---------- | ----------- |
| Polynesian Airlines (Samoa Airways) | PH   | PAO  | POLYNESIAN | P, I        |
| Talofa Airways                      |      |      |            | P           |
| Virgin Samoa 1                      | VA   | VOZ  | BLUEBIRD   | P           |